# 에드워드 웨어링
에드워드 웨어링(영어: Edward Waring IPA: [ˈɛdwə(ɹ)d ˈwɛəɹɪŋ], 1736년 경~1798년 경)은 영국의 수학자이다. 웨어링의 문제를 제안하였고, 케임브리지 대학교 루커스 수학 석좌 교수직을 맡았다.

## 생애
잉글랜드 슈루즈베리에서 1736년 경에 태어났다. 아버지 존 웨어링(영어: John Waring)과 어머니 엘리자베스 웨어링(영어: Elizabeth Waring)은 부유한 농가였다. 케임브리지 대학교에 입학하여, 1757년 전교 수석(senior wrangler)으로 학사 학위를 받고 졸업하였다.
1760년 매우 젊은 나이로 케임브리지 대학교 루커스 수학 석좌 교수로 부임하였다. 루커스 수학 석좌 교수직을 맡기 위해서는 석사 학위가 필요했는데, 웨어링은 학사 학위만 갖고 있었고, 따라서 1760년 왕명으로 석사 학위가 수여되었다. 1763년에는 왕립학회의 회원이 되기도 하였다. 1776년 모직 상인의 딸인 메리 오스웰(영어: Mary Oswell)과 혼인하였다.
1784년 왕립학회 최고의 영예인 코플리 메달을 수여받았다. 말년에는 깊은 우울증에 시달렸다. 1798년 8월 15일 독감으로 사망하였다.

## 같이 보기
- 웨어링의 문제